# خوان إينفانت
خوان إينفانت (بالإسبانية: Juan Infante)‏ هو لاعب كرة قدم أرجنتيني في مركز الدفاع، ولد في 7 يناير 1996 في خوسيه سي. باز في الأرجنتين. لعب مع أتليتكو بلاتينسي ‏.

## وصلات خارجية
- خوان إينفانت على موقع قاعدة بيانات كرة القدم.إي يو (الإنجليزية)
- خوان إينفانت على موقع Soccerway.com (الإنجليزية)